# 者东镇
者东镇，是中华人民共和国云南省普洱市镇沅彝族哈尼族拉祜族自治县下辖的一个乡镇级行政单位。

## 行政区划
者东镇下辖以下地区：
者东村、新庄村、新光村、者铁村、新村、东洒村、邦海村、学堂村、新文村、者整村、马邓村、麦地村、凹龙村、木厂村和樟盆村。